# Dirk Remmerie
Dirk Leon Constant Remmerie (Kortrijk, 20 januari 1969) is een Belgisch ondernemer en voormalig journalist en redacteur.

## Levensloop
Hij doorliep zijn secundair onderwijs op het Sint-Amandscollege en Don Bosco College te Kortrijk. Vervolgens studeerde hij communicatiewetenschappen aan de Katholieke Universiteit Leuven, alwaar hij in 1991 afstudeerde. Vervolgens studeerde hij tot 1992 economie aan deze universiteit.
Datzelfde jaar ging hij aan de slag op de regionale redactie van Het Nieuwsblad, waar hij achtereenvolgens eindredacteur, adjunct-chef van de magazine-afdeling en redactiechef was. In 2000 werd hij aangesteld als adjunct-hoofdredacteur ad interim, een functie die hij vanaf 2001 officieel uitvoerde samen met Mathias Danneels.
Na het vertrek van hoofdredacteur Luc Soens en algemeen hoofdredacteur Guido Van Liefferinge in 2003 nam hij samen met Frank Buyse het roer van Het Nieuwsblad en Het Volk over. In september 2007 trad hij terug als hoofdredacteur van deze krant. Hij werd opgevolgd in deze functie door Michel Vandersmissen.
Vervolgens ging Remmerie aan de slag bij De Morgen als chef van de cultuur & media-redactie. In 2009 stapte hij over naar zusterkrant Het Laatste Nieuws. In 2011 verliet hij de journalistiek en werkte hij als zaakvoerder van AZerty Communication en Consulting voor (media)bedrijven, uitgeverijen en communicatiebureaus.
In februari 2012 ging hij als uitgever aan de slag bij het Davidsfonds/WPG Uitgevers, een functie die hij uitoefende tot november 2016. Hij volgde in deze hoedanigheid Griet Verhoeyen op. Daarnaast was hij als vrijwilliger medeverantwoordelijk voor de communicatie en fondsenwerving van TEDxLeuven.
In 2015 richtte hij met artdirector Peter Frison het communicatiebureau Xpair Communication op. In 2023 richtte hij samen met Jurgen Mortier en Peter Frison 3rd Rock Collective op, gespecialiseerd in duurzaamheidsverslaggeving en -communicatie.
- International Standard Name Identifier: 0000 0003 9625 6651
- Nederlandse Thesaurus van Auteursnamen: 339363886
- Virtual International Authority File: 291130103
- WorldCat: E39PBJy8vCB7mRKfdxPqfT9bh3